# Khlong Saen Saep

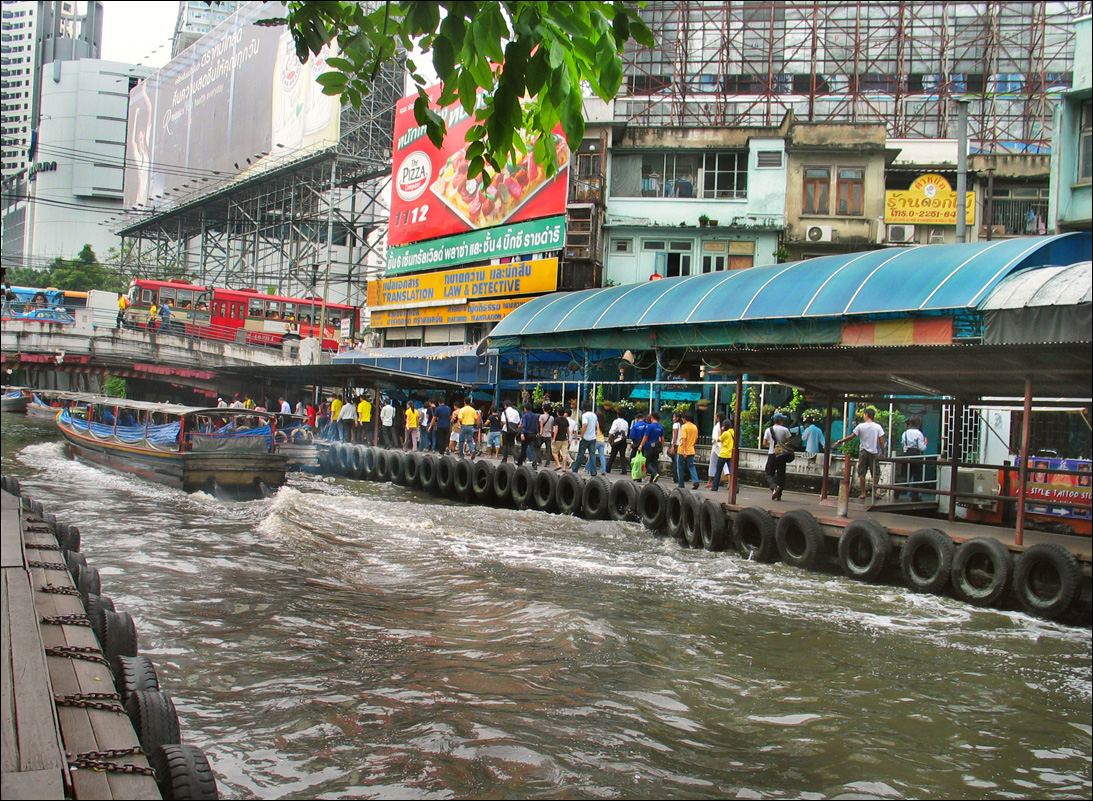
Khlong Saen Saep mit Anlegestelle Pratu Nam

Khlong Saen Saep (thailändisch คลองแสนแสบ) ist ein Kanal (Khlong) in Zentralthailand, der eine Verbindung zu Wasser vom Mae Nam Chao Phraya (Chao-Phraya-Fluss) bis hin nach Prachin Buri und Chachoengsao ermöglicht. Er ist der längste Kanal Thailands.

## Geschichte

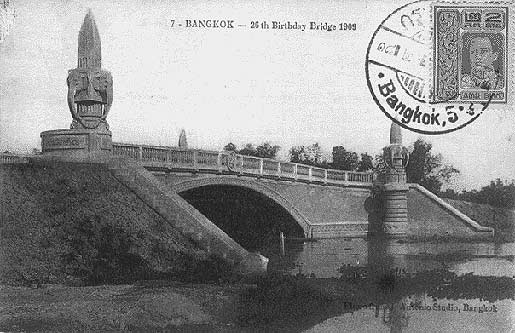
„Saphan-Chalerm-Lar-56“-Brücke der Phayathai Road über den Khlong Saen Saep, erbaut 1908 von König Chulalongkorn

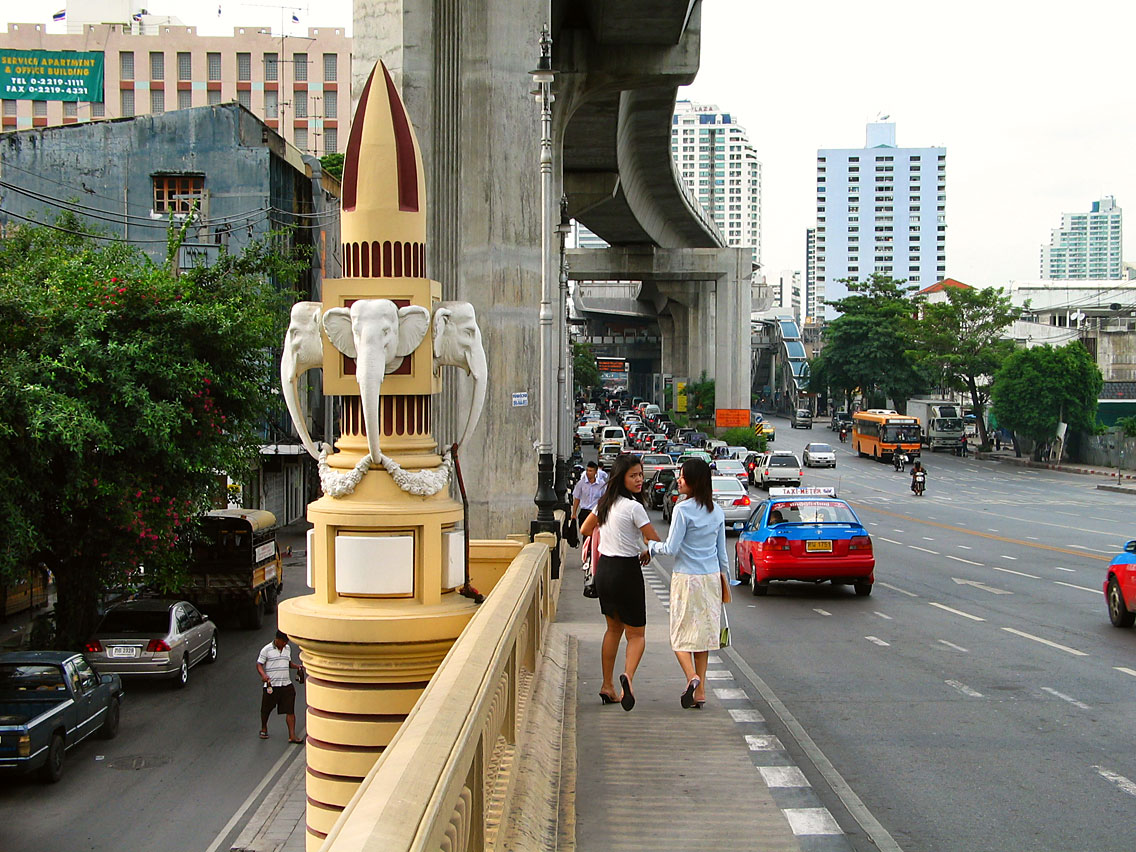
Brückenkopf der heutigen „Saphan-Chalerm-Lar-56“-Brücke unter dem Skytrain

Wegen des Konflikts mit Annam über Kambodscha benötigte König Rama III. einen Kanal, der östlich aus der Hauptstadt herausführt. Er sollte den Transport von Truppen und militärischem Nachschub in kambodschanisches Gebiet beschleunigen. So wurde im Jahre 1837 die Ausschachtung eines schnurgeraden Kanals in Auftrag gegeben. Er hat eine Länge von 53,519 km, das sind in traditionellen thailändischen Längenmaßen 1337 Sen, 19 Wa und 2 Sok. Die Bauzeit betrug drei Jahre.

## Geographie
Der Kanal beginnt nördlich des Hauptbahnhofes Hua Lamphong in Bangkok, wo er in den Khlong Phadung Krung Kasem mündet und somit über den Khlong Maha Nak eine direkte Verbindung zum Mae Nam Chao Phraya darstellt. Er führt zuerst etwa parallel zur Petchaburi Road, bis er im Stadtteil Khlong Toei nach Nordosten abbiegt. Bis Min Buri folgt er dann parallel der Ramkhamhaeng-Schnellstraße. Ab der Ortschaft Nong Chok führt er durch die Provinz Chachoengsao genau nach Osten, bis er an der Grenze zur Provinz Prachin Buri in den Maenam Bang Pakhong mündet.

## Herkunft des Namens
Über die Herkunft des Namens gibt es verschiedene Theorien:
- Der erste westliche Landvermesser, der den Khlong befuhr, war ein gewisser D.O. King. Er schrieb: „Dieser Khlong verbindet Krungthep mit dem Maenam Bang Pakhong. Er führt sowohl durch Reisfelder als auch durch verschiedene Orte, die von Siamesen und Malaien bewohnt sind. Die Menschen am Khlong wohnen in Bambushütten, die auf vier Fuß hohen Stelzen gebaut sind. Die Menschen sind nur mit einem Lendenschurz bekleidet, und ganz gleich, welcher Beschäftigung sie nachgehen, sie brauchen immer eine Hand, um die Mücken abzuwehren.“ Möglicherweise ist dies ein Grund für den Namen, denn wörtlich übersetzt heißt Khlong Saen Saep „Kanal der 100.000 Mückenstiche“.
- Sprachwissenschaftler vermuten aber auch eine Herkunft aus der malaiischen Sprache. Es bedeutet Su-ngai Senyaep „ruhiger Kanal“, denn der Khlong hat auf der gesamten Länge kaum Gefälle, weshalb das Wasser nicht zu fließen scheint.
- Eine weitere Möglichkeit sind die beiden Worte aus der Khmer-Sprache: Se mit der Bedeutung „Wasserteufel“ und Saab „mild“.

## Umwelt-Maßnahmen

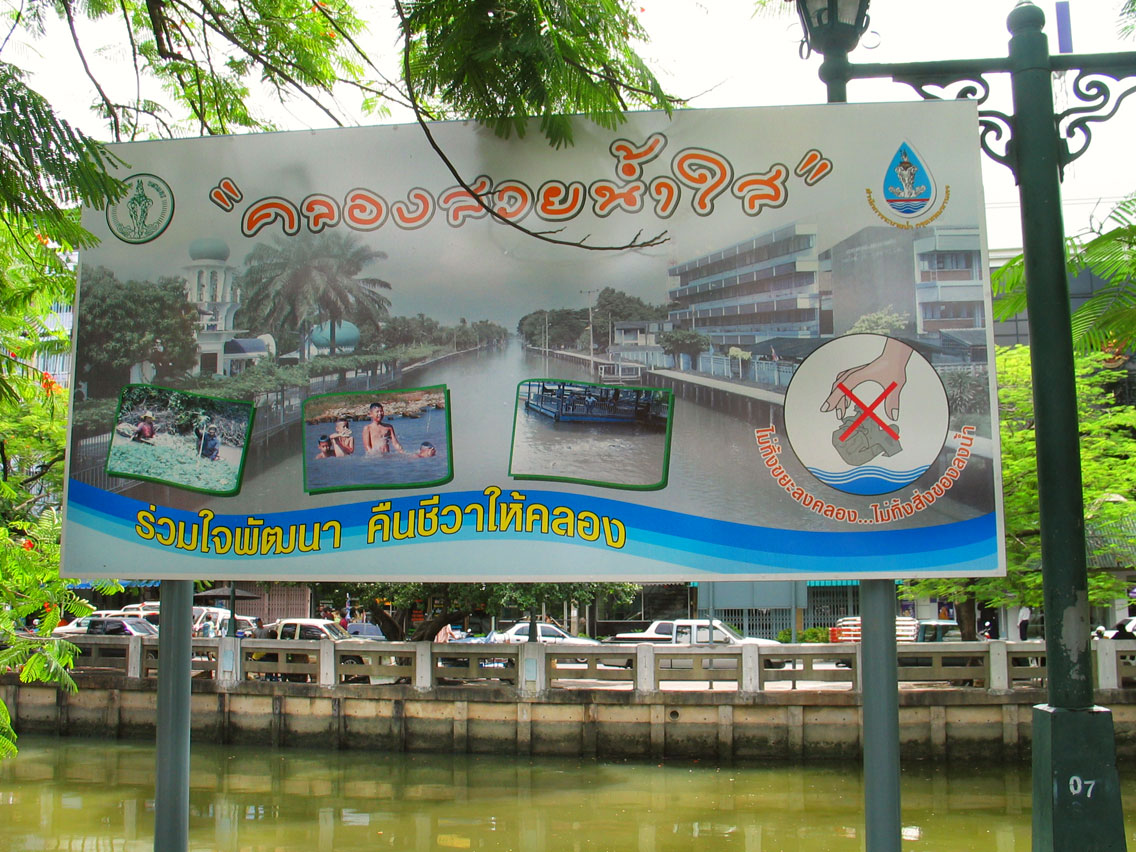
Plakat „Halte Deinen Khlong sauber!“, Khlong Phadung Krung Kasem, Bangkok 2005

Nach einem Artikel in der Bangkok Post vom September 2003 hat sich eine kleine Gruppe von Aktivisten, die am Khlong Saen Saep in Bang Kapi leben, eine Möglichkeit ausgedacht, die Kanäle Bangkoks vom größten Schmutz und Gestank zu befreien. Sie haben sich das sog. „Ionische Plasma-Enzym“ (enzyme ionic plasma – EIP) ausgedacht, das u. a. aus Schalen von Zitrusfrüchten, Gemüseabfällen und Sirup besteht, die etwa 15 Tage lang fermentiert werden. Diese Mixtur enthält natürliche Mikro-Organismen, die angeblich die Fähigkeit verbessern, organische Abfälle im Wasser der Khlongs schneller zu zersetzen. Gleichzeitig sollen die Zitrusfrüchte den Geruch verbessern. Befürworter des EIP-Systems behaupteten, es sei sehr effektiv: Sie haben am 13. August 2003 etwa 13.000 Liter flüssiges EIP an fünf Stellen in den Khlong Saen paeb geschüttet, Asst. Prof. Taeng-On sagte: „Der faulige Gestank des Saen-Saep-Kanals war innerhalb einer Stunde verschwunden. Am nächsten Morgen war das Wasser sauber. Aber da immer wieder Abwasser eingeleitet wurde, war das Wasser des Kanals kurz darauf wieder schwarz.“
Das EIP solle nun in Flaschen abgefüllt werden und an Haushalte entlang des Khlongs verteilt werden, die damit z. B. das Spülwasser der Toiletten versetzen, bevor es in den Kanal abgeführt wird.

## Linienboote

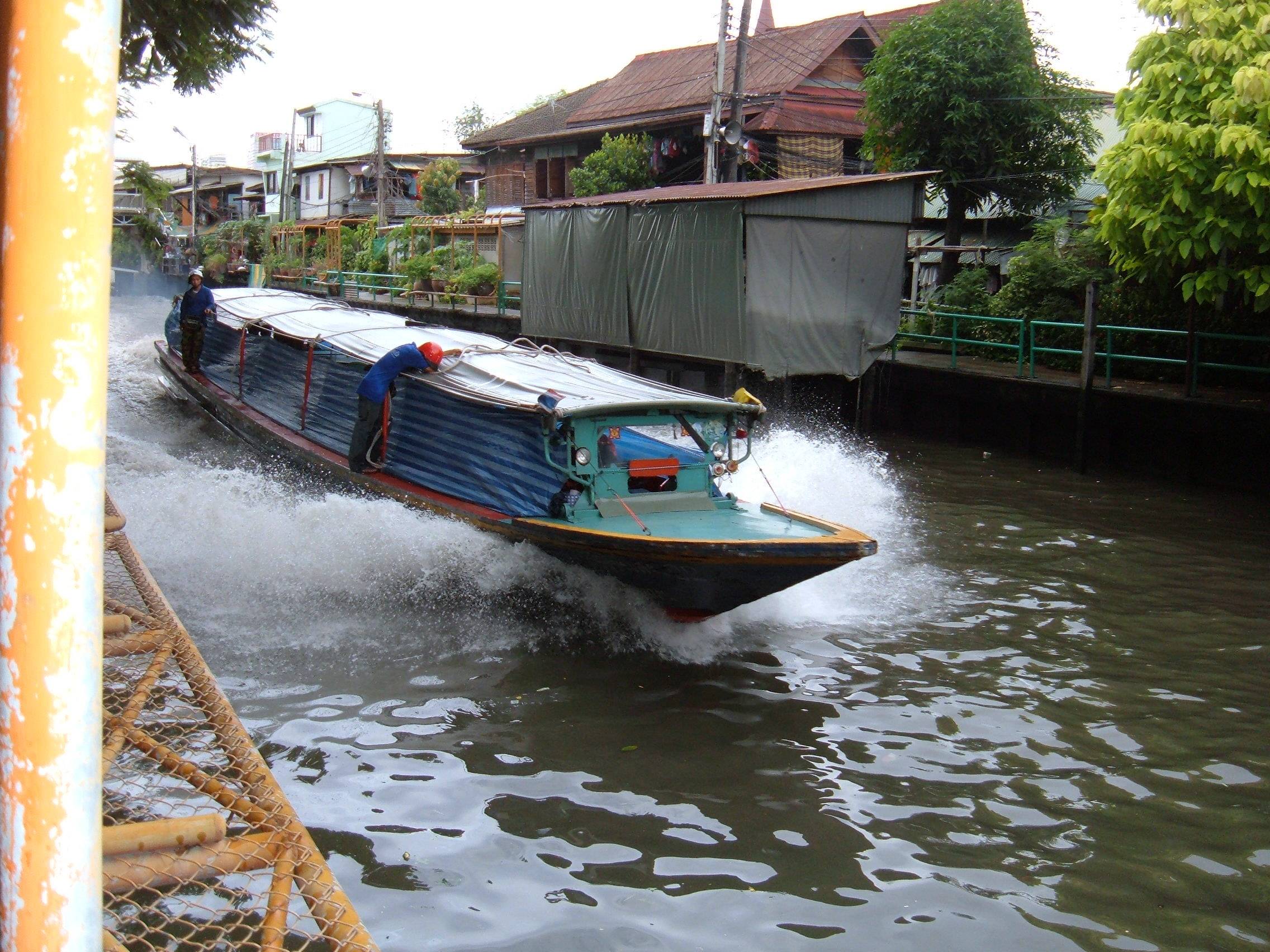
Diesel-Schnellboot auf dem Khlong Saen Saep mit „Schaffnern“ auf der Reling und hochgezogener Spritzwasserplane

Auf dem Khlongs von Bangkok gibt es seit einigen Jahren wieder Linienboote. Im Jahre 2004 sollen nach einem Bericht in der Tageszeitung Thai Rath durchschnittlich 80.000 Passagiere täglich die Boote auf dem Khlong Saen Saep benutzt haben. Anfangs war es für Ausländer unvorstellbar, mit einem Boot durch den stark verschmutzten Kanal zu fahren. Aber heute ist eine Fahrt mit einem Khlongboot eine Alternative zu dem Verkehrschaos auf den Straßen, um zum Beispiel vom Golden Mount schnell vorbei am Jim Thompson House und dem Pratunam-Markt bis hin zur The Mall Bangkapi im Nordosten von Bangkok zu gelangen. Das Boot braucht für diese Strecke (ca. 17 km) in der Hauptverkehrszeit nur etwa 50 Minuten, während ein Bus meist mehr als drei Stunden unterwegs ist. Nachteile sind aber einmal das schmutzige Spritzwasser, das trotz Plastik-Vorhängen an den Seiten immer mal wieder ins Innere der flachen Boote gelangen kann, sowie der Lärm der Motoren. Der Fahrpreis beträgt je nach Entfernung zwischen 10 und 20 Baht (unter 0,50 €).